# Sebastian Kehl
Sebastian Walter Kehl (Fulda, 13 de fevereiro de 1980) é um ex futebolista alemão que atuava como volante. Jogou a maior parte de sua carreira pelo Borussia Dortmund.
Foi capitão do clube auri-negro entre 2005 e 2014.

## Títulos
Borussia Dortmund
- Campeonato Alemão: 2001–02, 2010–11, 2011–12
- Copa da Alemanha: 2011–12
- Supercopa da Alemanha: 2008, 2013, 2014